# Snookersäsongen 2005/2006
Snookersäsongen 2005/2006 behandlar säsongen för de professionella spelarna i snooker.

## Nyheter

### Försvunna rankingturneringar
Sedan säsongen innan, 2004/2005, hade två rankingturneringar försvunnit ur tävlingskalendern: Irish Masters, efter tre säsonger som rankingtävling, och British Open, som funnits ända sedan säsongen 1984/1985. Det startades inte heller några nya turneringar, vilket delvis berodde på det nya förbudet mot tobaksreklam i Storbritannien. Därmed blev det under hela säsongen endast sex rankingturneringar, det lägsta antalet sedan säsongen 1987/1988, då det också var sex.

### Pot Black återvänder
Endagsturneringen Pot Black gjorde comeback i tävlingskalendern, efter att inte ha arrangerats sedan 1997. Turneringen, som är en inbjudningsturnering och spelas i matcher över endast ett frame, vanns detta år av walesaren Matthew Stevens.

### Ny turnering på Nordirland
Irish Masters hade visserligen lagts ned, men ön Irland blev inte utan turnering ändå, i och med den nystartade tävlingen Northern Ireland Trophy, som spelades i Belfast på Nordirland. Turneringen hade dock inte rankingstatus, det fick den istället året därpå. Även denna turnering vanns av Matthew Stevens, som därmed vann två turneringar denna säsong, båda dock utan rankingstatus.

### Världsrankingen
Efter en rekordjämn säsong var det in i det sista ovisst ven som skulle bli rankad som världsetta efter säsongens slut. Till sist blev det Stephen Hendry, trots att denne inte ens varit framme i final i någon rankingturnering under säsongen. Han följdes närmast av Ken Doherty och Ronnie O'Sullivan. Mindre än 430 poäng skilde mellan de tre första spelarna. För fullständiga rankingpoäng, se snookerns världsrankingpoäng 2005/2006.

## Tävlingskalendern
| Inbjudningsturneringar |
| Rankingturneringar     |

| År   | Datum            | Turnering               | Plats               | Vinnare           | Finalist          | Resultat |
| ---- | ---------------- | ----------------------- | ------------------- | ----------------- | ----------------- | -------- |
| 2005 | 17-21 augusti    | Northern Ireland Trophy | Belfast, Nordirland | Matthew Stevens   | Stephen Hendry    | 9-7      |
| 2005 | 8-16 oktober     | Grand Prix              | Preston, England    | John Higgins      | Ronnie O'Sullivan | 9-2      |
| 2005 | 29 oktober       | Pot Black Cup           | London, England     | Matthew Stevens   | Shaun Murphy      | 1-0      |
| 2005 | 3-4 december     | Premier League Slutspel | Manchester, England | Ronnie O'Sullivan | Stephen Hendry    | 6-0      |
| 2005 | 5-18 december    | UK Championship         | York, England       | Ding Junhui       | Steve Davis       | 10-6     |
| 2006 | 15-22 januari    | Masters                 | London, England     | John Higgins      | Ronnie O'Sullivan | 10-9     |
| 2006 | 30 jan - 5 feb   | Malta Cup               | Portomaso, Malta    | Ken Doherty       | John Higgins      | 9-8      |
| 2006 | 27 feb - 5 mars  | Welsh Open              | Newport, Wales      | Stephen Lee       | Shaun Murphy      | 9-4      |
| 2006 | 19-26 mars       | China Open              | Peking, Kina        | Mark Williams     | John Higgins      | 9-8      |
| 2006 | 15 april - 1 maj | VM i snooker            | Sheffield, England  | Graeme Dott       | Peter Ebdon       | 18-14    |